# Pic Wheeler (Nevada)
Pour les articles homonymes, voir Wheeler Peak.
Le pic Wheeler, en anglais Wheeler Peak, est le second plus haut sommet de l’État du Nevada, aux États-Unis. Il est également le plus haut entièrement situé dans l’État. Il est situé dans le chaînon Snake, au sein du parc national du Grand Bassin, près de la frontière avec l’Utah. Il a reçu son nom en hommage à l’explorateur et cartographe George Montague Wheeler, leader de l’expédition Wheeler à la fin du XIXe siècle. Son altitude est de 3 982 mètres.
Il est accessible par un bon sentier en 3 h environ pour un bon marcheur, depuis la route bien revêtue qui serpente jusqu'à une altitude de 3 000 m. Sur le chemin, au milieu des pins et des vastes prairies, on peut apercevoir de très nombreux cervidés.
Au sommet on jouit d'une vue immense sur la région, assez désertique. Le massif montagneux du Great Basin attire l'œil du voyageur car il semble sortir de terre au milieu d'une vaste plaine agricole, tel un navire échoué.
En effet, il occupe une superficie assez faible, à l'écart de toute grande chaîne montagneuse telles la Sierra Nevada à l'ouest ou les montagnes Rocheuses à l'est.

Animation représentation le pic Wheeler en trois dimensions.